# مادة عطرية

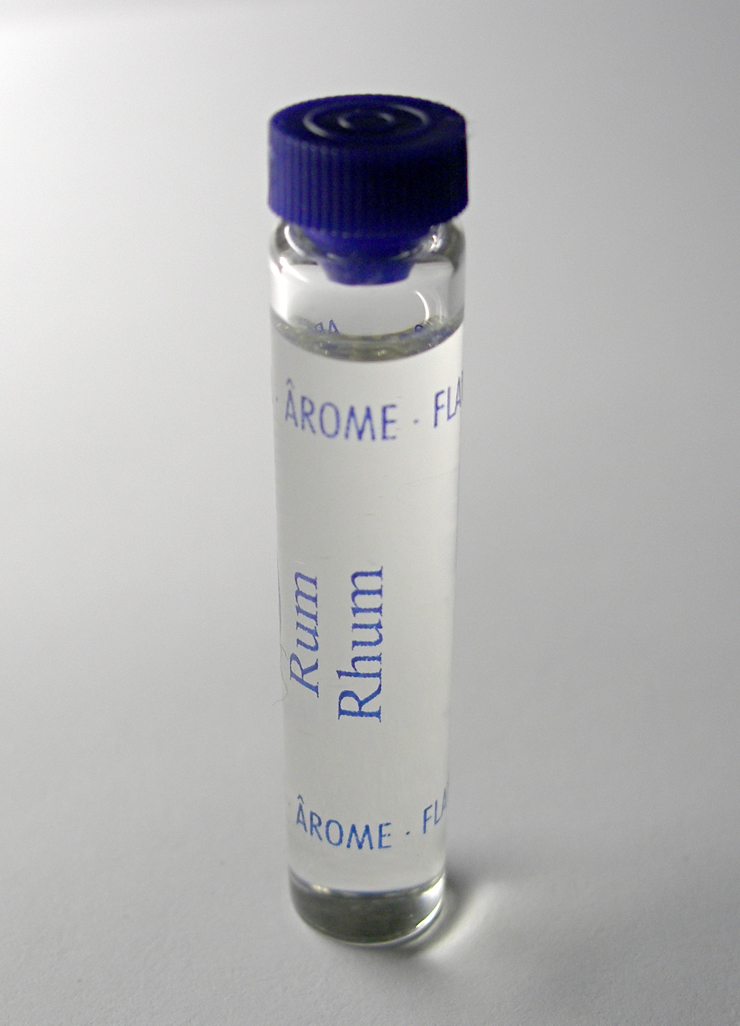

المادة العطرية عبارة عن مادة كيميائية نقية أو مزيج من المواد ذات رائحة و/أو نكهة محددة. يمكن أن تكون تلك المواد العطرية إما طبيعية في المنتجات الطبيعية، أو صناعية تضاف إلى المواد الغذائية أو المستحضرات الصيدلانية من أجل تحسين جودة المنتج بالنسبة للمستهلك من حيث المذاق أو الرائحة.
هناك العديد من المواد العطرية التي تصنف حسب تركيبها الكيميائي مثل المركبات العطرية والإسترات والتربينات والبيرازينات والألدهيدات والكيتونات.

## اقرأ أيضاً
- عطر
- شم